# Conde de Rego Botelho
O título de Conde de Rego Botelho foi criado por Decreto de 4 de Janeiro de 1894 do Rei D. Carlos I de Portugal a favor de António Maria Holtreman do Rego Botelho de Faria. O título era vitalício por uma vida.